# Halte Blokker
Halte Blokker is een voormalige halte aan de spoorlijn Zaandam - Enkhuizen. De halte van Blokker was geopend van 6 juni 1885 tot 15 mei 1938.